# شهرستان لوژای
شهرستان لوژای (به لاتین: Luzhai County) یک منطقهٔ مسکونی در چین است که در لیوژو واقع شده‌است. شهرستان لوژای ۳٬۳۵۵٫۰۳ کیلومتر مربع مساحت و ۴۲۱٬۰۱۹ نفر جمعیت دارد.